# Giotto (sondă spațială)
Sonda Giotto a făcut parte dintr-o flotă de cinci sonde spațiale, împreună cu două sonde sovietice Vega 1 și Vega 2 și două japoneze Sakigake și Suisei, lansate în 1985 cu destinația cometa Halley. Misiunea a fost condusă de Agenția Spațială Europeană (ESA). Inițial, misiunea trebuia să fie sprijinită de Statele Unite ale Americii, dar cum acestea s-au retras, ESA a continuat singură misiunea pentru a nu pierde trecerea cometei, care nu s-ar mai fi repetat înainte de 75 de ani (următorul periheliu va avea loc la 28 iulie 2061).

## Originea numelui

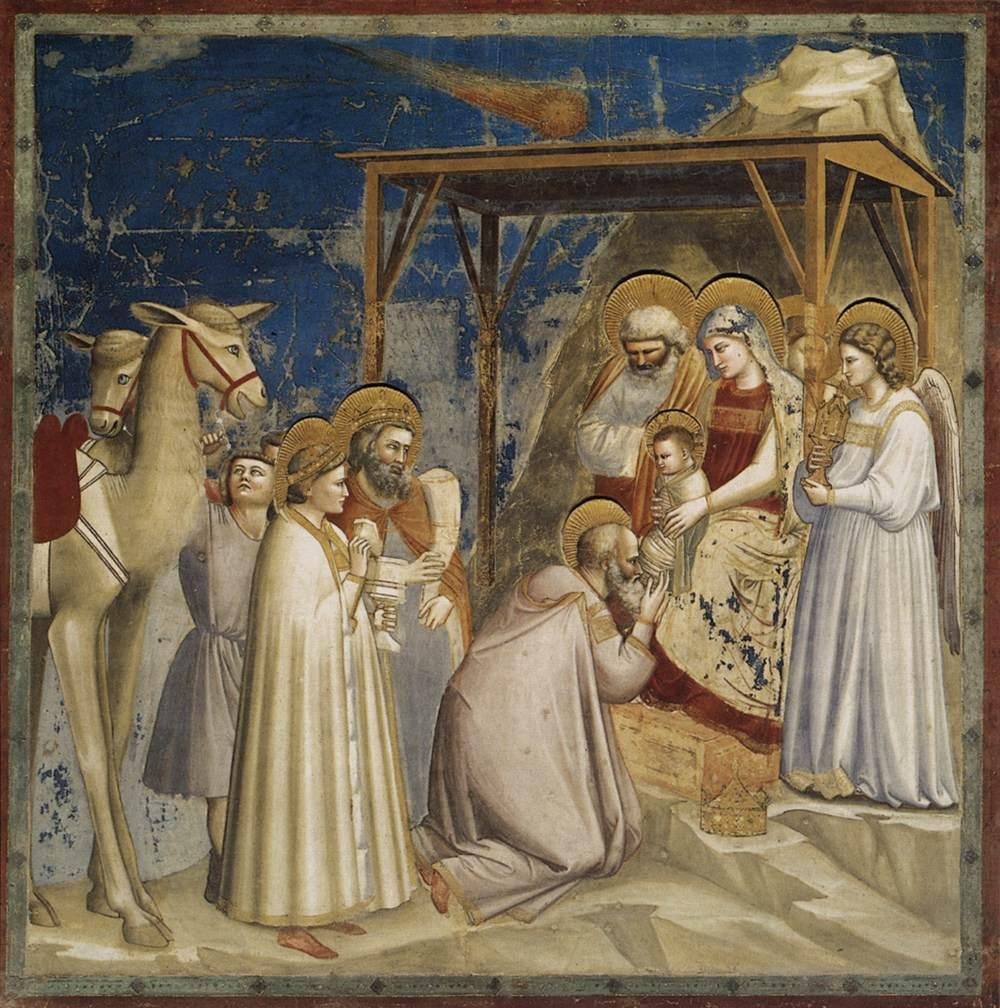
Adorația Magilor de Giotto

Giotto reamintește de pictorul florentin (Italia) Giotto di Bondone care, pe una dintre fresce care reprezintă „Adorația Magilor” / „Închinarea Magilor”, a ilustrat Steaua de la Betleem sub forma unei comete. Giotto a fost inspirat de trecerea cometei Halley din anul 1301.

## Sonda
Sonda Giotto a fost construită pe baza unui satelit de cercetări de tip GEOS construit de British Aerospace, căruia i-a fost adăugat, cu această ocazie, un dublu scut de protecție contra microparticulelor cometare constituit dintr-o primă foaie de aluminiu de 1 mm apoi, la o distanță de 23 cm, dintr-o foaie de PET de 1,2 cm grosime. Au fost înregistrate 12.000 de impacturi. Impactul cel mai violent, înregistrat cu 7 secunde și jumătate înainte ca sonda să atingă punctul cel mai apropiat de cometă, a făcut-o să se rotească în jurul axei sale și să piardă, pentru moment, contactul cu Pământul. Viteza sondei, în raport cu nucleul cometei, se apropia atunci de 68 km/s.
Sonda, care cântărea 960 kg (o greutate modestă pentru acest tip de misiune), avea o formă cilindrică cu diametrul de 2 metri și înălțimea de 1 m, acoperită de celule solare și de o antenă cu câștig mare, având diametrul de 1,5 m.

## Desfășurarea misiunii

Traiectoria sondei Giotto.

- Lansarea cu ajutorul unei rachete Ariane 1, la 2 iulie 1985, de la Centrul Spațial Kourou din Guyana;
- Traseu de 150.000.000 de kilometri parcurși în 8 luni;
- Întâlnire cu nucleul cometei Halley în noaptea de 13 spre 14 martie 1986, la 596 km;
- Punere în stare de hibernare la 2 aprilie 1986;
- Sonda a fost reactivată la 19 februarie 1990;
- Întoarcerea, la 2 iulie 1990, spre Terra, de care sonda trece razant, la distanța de 22.730 de kilometri, pentru a-și schimba orbita prin asistență gravitațională;
- Repunere în stare de hibernare;
- Întâlnire, la 9 iulie 1992, cu o a doua cometă: 26P/Grigg-Skjellerup, la 215.000.000 de kilometri de Terra.

## Rezultatele științifice ale studiului cometei Halley
Imaginile au permis să se constate că nucleul cometei avea forma unei arahide întunecate, lungă de 15 km și a cărei lățime era cuprinsă între 7 și 10 km. Doar 10% din suprafața nucleului era activă cu cel puțin 3 jeturi de degazare, în partea însorită. Analizele au arătat că obiectul, format în urmă cu 4,5 miliarde de ani, era compus din volatile (îndeosebi din apă) care se condensaseră sub formă de praf interstelar. Cometa rămăsese practic neschimbată de la crearea sa.
Materialul ejectat de cometă era compus din:
- 80% din apă,
- 10% din monoxid de carbon,
- 2,5% dintr-un amestec de metan și din amoniac,
- Alte hidrocarburi, fier și sodiu au fost găsite sub formă de urme.

Giotto a permis să se descopere că nucleul cometei era mai întunecat decât cărbunele, fapt ce era, fără îndoială, datorat grosimii stratului de praf.
Suprafața nucleului era accidentată și poroasă, cu o densitate a nucleului slabă, de ordinul a 0,3 grame/cm³. Echipa lui Sagdeev a estimat-o la 0,6 g/cm³, însă S. J. Peale a precizat că toate estimările aveau asemenea erori încât ele nu puteau fi considerate ca fiind fiabile.
Cantitatea de material ejectat era de 3 tone pe secundă prin intermediul a 7 jeturi, ceea ce a declanșat o oscilație a cometei cu o perioadă lungă.
Praful ejectat avea mărimea particulelor de fum de țigaretă, a căror masă era cuprinsă între 10-20 kg și 40x10-5 kg. Deși masa particulei care a provocat rotirea sondei Giotto nu a fost măsurată, ea a fost estimată între 0,1 și 1 gram, după efectele produse.
Existau două tipuri de praf:
- unul compus dintr-un amestec de carbon, hidrogen, azot și oxigen,
- celălalt compus din calciu, fier, magneziu și sodiu.

Distribuția statistică a elementelor ușoare excluzând azotul (hidrogen, carbon, oxigen) era aceeași ca și a Soarelui. Prin urmare cometa era compusă din elementele cele mai primitive ale Sistemului Solar. 
Spectrometrele de masă cu plasmă și ioni au arătat că suprafața cometei Halley era bogată în carbon.

## Premiere
Sonda Giotto a avut la activ mai multe premiere:
- prima misiune spațială europeană în spațiul îndepărtat,
- primele fotografii luate din apropierea unui nucleu cometar, cel al cometei Halley,
- prima sondă spațială a cărei orbită a fost modificată prin sprijin gravitațional terestru,
- record de trecere în proximitatea unui nucleu cometar: la 200 km de 26P/Grigg-Skjellerup,
- singura sondă care s-a întâlnit cu două comete,
- a găsit urme de materie organică în nucleul cometar,
- prima sondă care a fost reactivată după ce fusese pusă în stare de hibernare.